# Base aérienne d'Ashiya
La base aérienne d'Ashiya (芦屋基地, Ashiya Kichi) (code OACI : RJFA) est un aérodrome militaire de la Force aérienne d'autodéfense japonaise. Elle est située au nord d'Ashiya dans la préfecture de Fukuoka, au Japon.

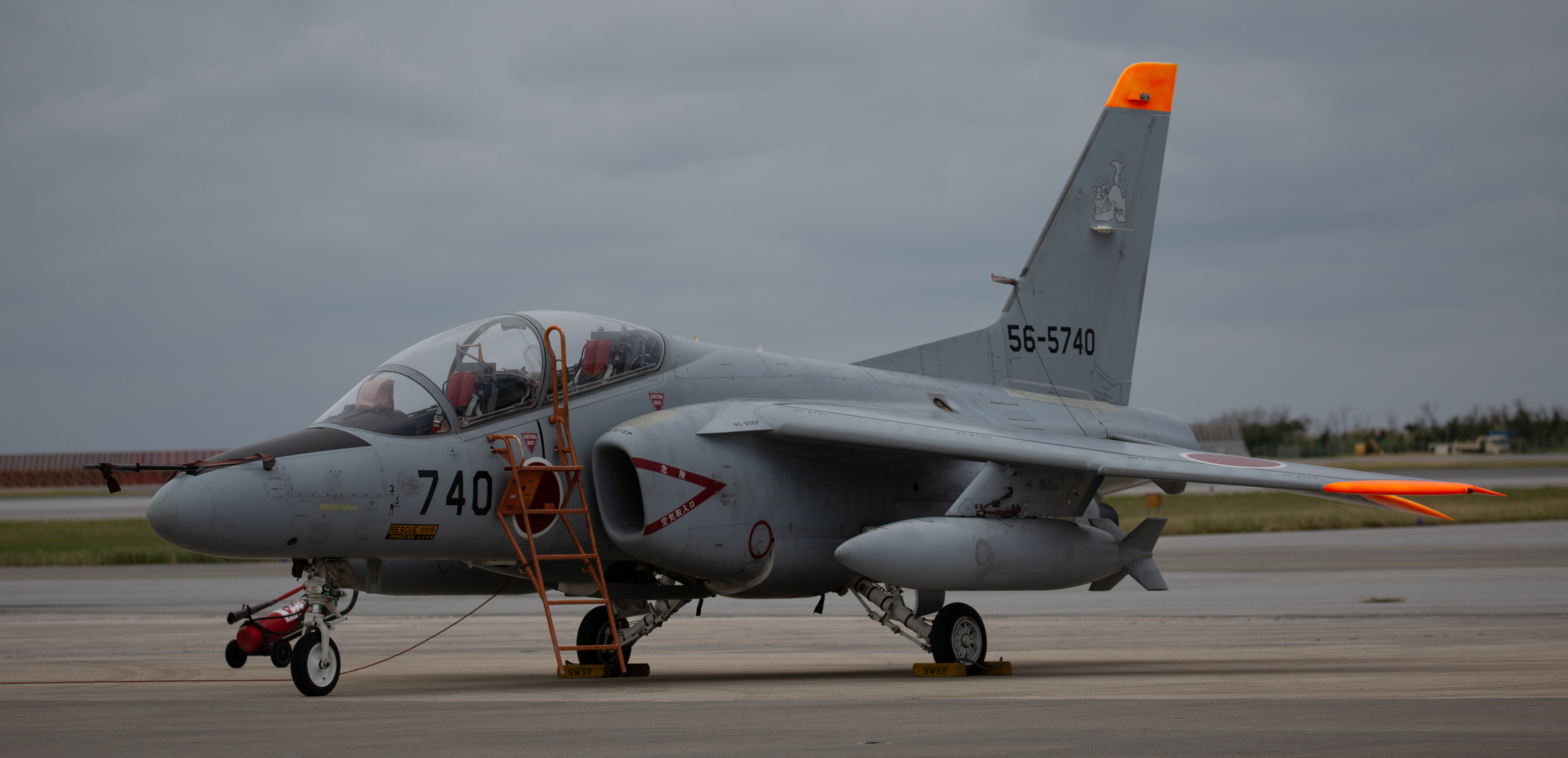
Kawasaki T-4

## Histoire

### Origines
La base aérienne d'Ashiya a été créée en tant qu'installation du Service aérien de l'Armée impériale japonaise en 1944 et a été utilisé principalement comme aérodrome défensif, lançant des intercepteurs de chasseurs (Nakajima Ki-84) contre les bombardiers B-29 Superfortress de l'USAAF.
Repris en octobre 1945 par les forces d'occupation américaines, il fut transformé en centre de récupération/mise à la casse par le 92e escadron de l'Air Service de l'USAAF pour détruire d'anciens avions militaires japonais et d'autres équipements. Attaqué à plusieurs reprises pendant la guerre, il a été réparé pour être utilisé par la Cinquième Force aérienne comme base d'occupation. Le 85e escadron d'aérodrome a pris le contrôle de la station le 3 avril 1946 ; le quartier général de la 315e escadre de bombardement a emménagé dans les installations le 20 mai.
Le 20 mai 1946, l'aérodrome fut réactivé pour une utilisation opérationnelle par l'armée américaine de l'époque. 

### Occupation américaine et premières affectations
Les forces aériennes de l'armée américaine, avec le 8e groupe de chasseurs se déplacent vers Ashiya depuis l'aérodrome de Fukuoka, en exploitant des P-51D Mustangs. Au cours de la période d'occupation d'après-guerre, une série d'unités des forces aériennes de l'armée américaine et plus tard de l'United States Air Force ont été successivement affectées. Le 8e groupe de chasseurs y fut stationné du 20 mai 1946 au 25 mars 1949, opérant des chasseurs P-51D Mustang. Il fut brièvement remplacé par le 475e groupe de chasseurs, présent du 25 mars au 1er avril 1949, également équipé de P-51D Mustang. Ensuite, le 347e groupe de chasse prit le relais du 6 mai 1949 au 1er avril 1950, utilisant des F-82G Twin Mustang.

### Guerre de Corée et transformation en base de transport
Avec l'éclatement de la guerre de Corée en juin 1950, des missions de combat au-dessus de la Corée du Sud ont été effectuées depuis Ashiya par les 35e et 18e groupes de chasse de l'USAF, avec des chasseurs à réaction F-80 Shooting Star de première génération. Le 35e a été transféré à l'aérodrome de Pohang (K-3), en Corée du Sud, en juillet, et a été remplacé par le 18e. Lorsque la base aérienne de Pusan Est (K-9) fut prête en septembre, le groupe s'est également déplacé vers la base avancée.
La piste relativement courte de l'aérodrome n'était pas adaptée aux opérations de chasse à réaction, tout comme la distance des zones de combat qui mettait à rude épreuve l'endurance des premiers jets tactiques. Lorsque le 18e groupe de chasse est parti en septembre 1950, Ashiya est devenue une base de transport, avec des C-54 Skymaster et des C-119 Flying Boxcars exploités depuis l'aérodrome. Pendant la guerre de Corée et après celle-ci, une série de groupes de transport de troupes de l'armée de l'air d'Extrême-Orient ont été affectés. Le 314e groupe de transport de troupes y fut stationné du 1er septembre 1950 au 15 novembre 1954. Il fut rejoint par le 61e groupe de transport de troupes, présent du 10 décembre 1950 au 26 mars 1952. Par la suite, le 403e groupe de transport de troupes opéra depuis la base du 14 avril 1952 au 1er janvier 1953, suivi immédiatement par le 483e groupe, actif du 1er janvier 1953 au 25 juin 1960. Enfin, le 316e groupe de transport de troupes fut affecté à Ashiya du 15 novembre 1954 au 15 juin 1957.

### Missions de sauvetage
De 1952 à 1957, le 39e escadron de sauvetage aérien du 3e groupe de sauvetage aérien a également utilisé des avions terrestres USAF Air Rescue Service SC-47 Skytrain, des avions amphibies SA-16 Albatross et des hélicoptères SH-19 Chickasaw depuis Ashiya AB dans un rôle de recherche et de sauvetage. 

### Fermeture et restitution
En 1960, en raison du besoin de forces supplémentaires de l'USAF en Europe et des restrictions budgétaires, la base aérienne d'Ashiya fut fermée par les États-Unis et restituée au gouvernement japonais.

## Organisation
L'aérodrome d'Ashiya propose une formation de pilote pour la Force aérienne d'autodéfense japonaise. Il relève du commandement d'entraînement aérien de la JASDF, dont le siège est à la base aérienne de Hamamatsu. 
La base héberge la 13e escadre d'entraînement au vol, composée notamment du 1er et du 2e escadron d'entraînement au vol, tous deux équipés d'appareils Kawasaki T-4. Elle accueille également le détachement d’Ashiya de l’escadre de sauvetage aérien, chargé des missions de recherche et de secours.

## Présence culturelle
Les opérations de recherche et de sauvetage menées depuis Ashiya ont inspiré des œuvres littéraires et cinématographiques. Ce phénomène a été relaté dans le roman de fiction Flight from Ashiya de 1959 d'Elliott Arnold et dans le film du même nom de 1964.